# Jo Jeeta Wohi Sikandar
Jo Jeeta Wohi Sikandar è un film di Bollywood del 1992 diretto da Mansoor Khan (che prima aveva diretto Qayamat Se Qayamat Tak).

## Riconoscimenti
- Filmfare Award per il miglior film 1993